# La Jeunesse de Pierre le Grand
Série
Le Début des affaires glorieuses
(1981)
Pour plus de détails, voir Fiche technique et Distribution.
La Jeunesse de Pierre le Grand (Юность Петра, Younost Petra) est un film soviéto-est-allemand réalisé par Sergueï Guerassimov, sorti en 1980. C'est l'adaptation du roman éponyme de Alexis Nikolaïevitch Tolstoï.

## Fiche technique
- Titre français : La Jeunesse de Pierre le Grand[1]
- Titre original : Юность Петра (Younost Petra)
- Réalisation : Sergueï Guerassimov
- Scénario : Sergueï Guerassimov, Youri Kavtaradze
- Photographie : Sergueï Filippov, Horst Hardt
- Musique : Vladimir Martynov
- Pays d'origine : URSS
- Format : Couleurs - 35 mm - Mono
- Genre : Historique et biopic
- Durée : 140 minutes
- Date de sortie : 1980

## Distribution
- Dmitri Zolotoukhine : Pierre Ier le Grand
- Tamara Makarova : Natalia Narychkina
- Alexeï Emelianov : Ivan V
- Natalia Bondartchouk : Sophie Alexeïevna
- Nikolaï Eremenko : Alexandre Menchikov
- Oleg Strijenov : prince Vassili Golitsyne
- Vadim Spiridonov : Fedor Chaklovity
- Mikhaïl Nojkine : Boris Golitsyne
- Peter Reusse : François Le Fort
- Ulrike Mai : Anna Mons
- Piotr Glebov : tsigane
- Youri Moroz : Brovkine
- Maïa Boulgakova : mère de Brovkine
- Aleksandr Beliavski : Lev Narychkine
- Nikolaï Grinko : vieux Nektari
- Boris Khmelnitsky : Kouzma
- Ivan Lapikov : forgeron
- Vladimir Kachpour : Ovdokime
- Mikhaïl Glouzski : prince Troïekourov
- Roman Filippov : prince Fédor Iouriévitch Romodanovski